# Dendropsophus tintinnabulum
Dendropsophus tintinnabulum és una espècie de granota que viu al Brasil i, possiblement també, a Colòmbia.